# Pennies
Pennies est un court-métrage américain de Warner Loughlin et Diana Valentine sorti en 2006.

## Fiche technique
- Titre : Pennies
- Réalisation : Warner Loughlin et Diana Valentine
- Scénario : Eddie Adams et Marcus Kayne[1], d'après l'histoire de Matthew Grant
- Producteur : Robert Stio
- Producteur exécutif : Matthew Grant
- Musique : Misha Segal
- Directeur de la photographie : Rick F. Gunter
- Durée : 24 minutes
- Genre : Drame, Thriller
- Date de sortie :
  - États-Unis : 20 octobre 2006 (St. John's International Women's Film and Video Festival)

## Distribution
- Amy Adams : Charlotte Brown
- Zack Ward : Stoner Todd
- James Karr : Crazy
- Cerina Vincent : Kimberly
- Mark Keily
- Ronnie Schell

## Autour du film
- Le budget du court-métrage est estimé à 5 000 dollars[2].
- Le frère d'Amy Adams, Eddie, a coécrit et interprète un rôle secondaire. Le petit ami de la comédienne, Darren Le Gallo, joue aussi dans ce film un rôle secondaire.
- Pennies apparaît dans le DVD Love & Distrust, sorti en novembre 2010[3]. Ce DVD regroupe cinq courts-métrages dont Pennies.